# Scrophularia charadzae
Scrophularia charadzae är en flenörtsväxtart som beskrevs av Kemul.-nath.. Scrophularia charadzae ingår i släktet flenörter, och familjen flenörtsväxter. Inga underarter finns listade i Catalogue of Life.